# Sainte-Gemmes
Sainte-Gemmes là một xã cũ thuộc tỉnh Loir-et-Cher miền trung nước Pháp, được sáp nhập vào xã mới Oucques la Nouvelle ngày 1 tháng 1 năm 2017.